# Кристина Крепела
Кристина Крепела (Загреб, 4. септембар 1979) је хрватска глумица.
Крепела је похађала AДУ у Загребу. Њена прва улога је била у кратком филму "Лептир" (енг. Butterfly) из 2003. године. Следећа, за њу врло важна улога је била у филму "Жена мушкетир", гдје је глумила шпанску принцезу Марију Терезу, заједно са свјетским познатим глумцима као што су Жерар Депардје, Мајкл Јорк, Настасја Кински, Џон Рис-Дејвис и Сузи Ејми.
Након тога, враћа се у Загреб и прихвата улогу новинарке Иване у другој хрватској теленовели "Љубав у залеђу".
У 2007. години одиграла је улогу у филму "Лов у Босни", у којем глуми и Ричард Гир.
Од октобра 2007. године, играла је улогу Барбаре у српско-хрватској верзији популарне теленовеле "Ја сам ружна Бети", под називом "Не дај се, Нина".
Године 2008, на филмском фестивалу Либертас у Дубровнику Кристина је била у стручном жирију, заједно са Стивеном Ротенбергом и Грегоријем Валенсом.

## Улоге
| Год.       | Назив                             | Улога                  |
| ---------- | --------------------------------- | ---------------------- |
| 2003.      | Лептир (кратки филм)              |                        |
| 2004.      | Кћерка мускетара                  | принцеза Марија Тереза |
| 2006.      | Монтажа - Разгледница из Хрватске |                        |
| 2005—2006. | Љубав у залеђу                    | Ивана Мајдак           |
| 2007.      | Лов у Босни                       | Марда                  |
| 2007—2008. | Не дај се, Нина!                  | Барбара Видић          |
| 2010.      | Неке друге приче                  | Гост на партију 7      |
| 2010.      | Бибин свијет                      | Валерија Валентини     |
| 2011.      | Стипе у гостима                   | Дарија                 |
| 2012.      | Игре престола                     | Становник Карта        |